# 高橋あゆみ (1978年生)
高橋 あゆみ（たかはし あゆみ、1978年12月9日 - ）は、日本の女優、モデル。ヒラタオフィス所属。

## 出演

### 映画
- エコエコアザラクIII -MISA THE DARK ANGEL-（1998年、監督：上野勝仁） - 土器手かほり 役

### テレビドラマ
- サイコメトラーEIJI（1997年、日本テレビ） - 木崎紀子 役
- Shin-D『毎日が初体験?Ａカップの思いこみ』（1997年、日本テレビ）
- FiVE（1997年、日本テレビ） - 堤裕子 役
- 月曜ドラマイン『ふたり』（1997年、テレビ朝日） - エリ 役
- 心療内科医・涼子（1997年、読売テレビ） - 吉本真理子 役
- 愛しすぎなくてよかった（1998年、テレビ朝日） - 青木広子 役
- ドンウォリー!（1998年、フジテレビ） - 相沢円 役
- 金曜エンタテイメント『ベストセラー作家は白百合の仕置人』（1998年、フジテレビ）
- 救急戦隊ゴーゴーファイブ（1999年、テレビ朝日） - 竹田さより 役
- レッツゴー!永田町（2001年、日本テレビ） - ウグイス嬢 役

### 舞台
- 君を感じる時（2001年）
- 恋するドライアイ（2001年）
- 真田風雲録（2001年） - 千姫 役

### 広告
- クレバリーホーム（2012年 - 2017年）
- 伊藤ハム『ポークビッツ「毎日いつでも篇」』（2013年 - 2023年）
- 日立アプライアンス（2014年 - 2016年）
- キリン『まもるチカラのサプリ「ヒーローキッズ変身！篇」』（2015年）
- アメリカンホーム医療・損害保険『自動車保険』（2015年）
- 小林製薬『シモアキュア』（2015年 - 2017年）
- お直しコンシェルジュ『ビック・ママ』（2016年 - 2020年）
- ワコール『BROS「忙しいパパへ篇」』（2016年）
- ケイ・オプティコム『eo光』（2017年 - 2018年）
- グラフィコ『フットメジ』（2020年 - 2021年）
- J:COM『この街の役に立てているか。』（2020年）
- 小林製薬『熱さまシート「熱さまくん篇」』（2021年7月- ）
- JAバンク『人生をささえる歌篇』（2022年3月 - ）

### PV
- FUNKY MONKEY BABYS『桜』（2009年）

### 雑誌
- 小学館『小学一年生 入学準備直前号』（2017年）